# Sibbaldia axilliflora
Sibbaldia axilliflora är en rosväxtart som först beskrevs av Joseph Dalton Hooker och som fick sitt nu gällande namn av Debabarta Chatterjee.
Sibbaldia axilliflora ingår i släktet dvärgfingerörter och familjen rosväxter. Inga underarter finns listade i Catalogue of Life.